# درماتیت مرجانی
درماتیت مرجانی به انگلیسی: Coral dermatitis یک بیماری پوستی است که در اثر آسیب‌دیدگی بدن از اسکلت بیرونی برخی مرجان‌ها ایجاد می‌شود.

## همچنین ببینید
- ضایعه پوستی